# Yuan numérique
Le yuan numérique (abrégé en e-CNY), appelé officiellement le renminbi numérique (en chinois : 数字人民币 ; abrégé en RMB numérique) ou encore monnaie numérique à paiement électronique (MNPE, chinois : 数字货币电子支付 ; pinyin : shùzì huòbì diànzǐ zhīfù), est une monnaie numérique de banque centrale émise par la Banque populaire de Chine (banque centrale de la Chine). Il s'agit de la première monnaie numérique émise par une grande économie, en cours de test public à partir d'avril 2021,. Le yuan numérique a cours légal et a une valeur équivalente à d'autres formes de yuan, comme les billets et les pièces du yuan fiduciaire (CNY).
Le yuan numérique est conçu pour se déplacer instantanément dans les transactions nationales et internationales,. Il vise à être moins cher et plus rapide que les transactions financières existantes. La technologie permet aux transactions d'avoir lieu entre deux appareils hors ligne,.
Le yuan numérique est considéré par certains commentateurs comme une forme de surveillance et de contrôle du gouvernement chinois sur les utilisateurs et leurs transactions financières,.

## Histoire
La Banque populaire de Chine (BPC , banque centrale chinoise BCC), a commencé des recherches sur la monnaie numérique en 2014 sous la direction du gouverneur Zhou Xiaochuan,. En 2016, Fan Yifei, vice-gouverneur de la BPC, a écrit que « les conditions sont réunies pour les monnaies numériques, qui peuvent réduire les coûts d'exploitation, augmenter l'efficacité et permettre un large éventail de nouvelles applications ». Selon Fan Yifei, la meilleure façon de tirer parti de la situation est que les banques centrales prennent l'initiative, à la fois dans la supervision des monnaies numériques privées et dans le développement de leur propre cours légal numérique.
En 2017, le Conseil d'État a approuvé le développement du RMB numérique, en partenariat avec des banques commerciales et d'autres organisations. Des entreprises technologiques chinoises telles qu'Alibaba (via sa filiale Ant Group), Tencent (qui possède WeChat), Huawei, JD.com et UnionPay ont été invitées à coopérer avec la banque centrale pour développer et tester le yuan numérique,.

### Essai
En octobre 2019, la PBC a annoncé qu'un yuan numérique serait mis en place après des années de préparation. Cette version de monnaie, connue sous le nom de MNPE (monnaie numérique à paiement électronique), nécessite un compte auprès d'une banque commerciale, mais peut être "découplée" du système bancaire à l'avenir, permettant aux touristes d'accéder au système.
En avril 2020, des essais ont commencé dans quatre villes de Chine (Shenzhen, Suzhou, Chengdu et Xiong'an) pour améliorer la fonctionnalité de la monnaie,. Les domaines de test comprennent la fiabilité, la stabilité, la facilité d'utilisation de la monnaie et les préoccupations réglementaires telles que la prévention du blanchiment d'argent, l'évasion fiscale et le financement du terrorisme. Cette monnaie pourrait être transférée sur des comptes bancaires ou utilisée directement auprès de certains commerçants, et pourrait être contrôlée via des applications sur son smartphone. En avril 2021, plus de 100 000 personnes avaient téléchargé de telles applications, qui ont été développées par des banques, dont six banques publiques,. La monnaie numérique pourrait être dépensée dans des magasins comme Starbucks et McDonald's en Chine, ainsi que sur des plateformes d'achat en ligne comme JD.com,. Les gouvernements locaux, en partenariat avec des entreprises privées, ont distribué plus de 150 millions de e-yuan comme incitation pour attirer les utilisateurs tests du yuan numérique et pour stimuler la consommation,.
Depuis avril 2021, les tests ont été étendus à six régions supplémentaires : Shanghai, Hainan, Changsha, Xi'an, Qingdao et Dalian.
À la fin de 2021, il y avait 261 millions d'utilisateurs dans l'essai prolongé qui avaient effectué 13,8 milliards de dollars de transactions. Il a également été déployé pour les participants étrangers aux Jeux olympiques d'hiver de 2022 à Pékin, mais il a eu une utilisation limitée en raison des monnaies numériques Visa, ainsi que le manque de publicité.
Le 31 mars 2022, la Banque populaire de Chine a annoncé que les tests avaient été étendus à six régions supplémentaires : Tianjin, Chongqing, Guangzhou, Fuzhou, Xiamen et six villes de la province du Zhejiang qui accueillent les Jeux asiatiques de 2022 (Hangzhou, Ningbo, Wenzhou, Huzhou, Shaoxing et Jinhua). Un autre communiqué de la PBC montre que la ville de Pékin et Zhangjiakou sont également incluses dans la liste des tests après les Jeux olympiques d'hiver de 2022,.

## Buts

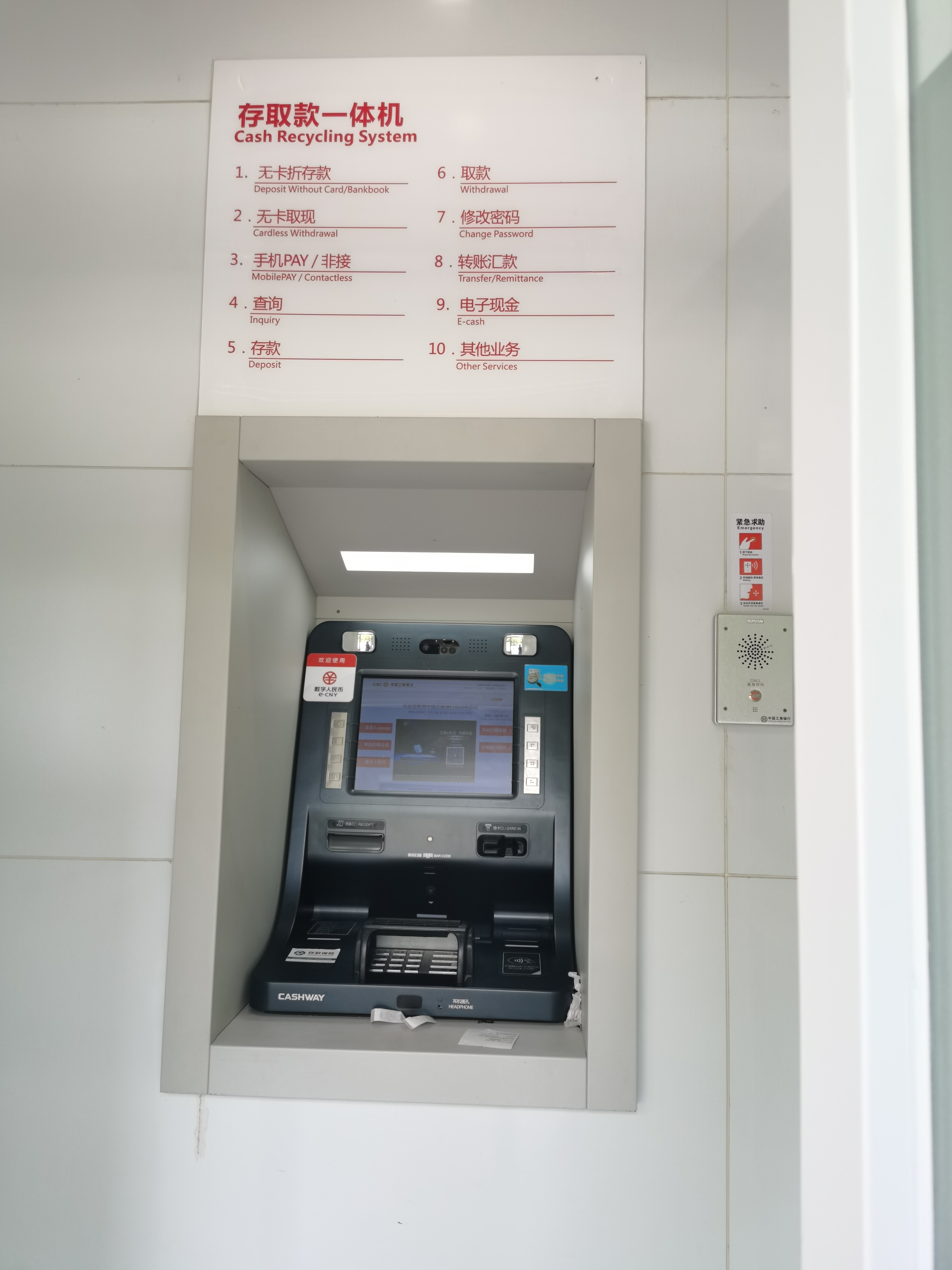
Un guichet automatique prenant en charge le yuan numérique

La Banque populaire de Chine a déclaré que l'objectif du lancement du yuan numérique est de remplacer partiellement les espèces, mais pas les dépôts bancaires ou les plateformes de paiement privées. La banque a affirmé que le yuan numérique pourrait être utilisé pour réduire le blanchiment d'argent, les jeux d'argent, la corruption et le financement du terrorisme, et pourrait améliorer l'efficacité des transactions financières. La banque centrale a également déclaré qu'elle limiterait la façon dont elle suit les individus, grâce à ce que l'on appelle « l'anonymat contrôlable ». Les critiques disent que cette monnaie donnera au gouvernement chinois un nouvel outil pour surveiller son peuple et ses transactions financières. En 2020, les transactions non monétaires représentaient 4 transactions de paiement sur 5 pour un total de 320 000 milliards de yuans[réf. nécessaire].
Li Bo, vice-gouverneur de la Banque populaire de Chine, a déclaré que « l'objectif n'est pas de remplacer le dollar américain ou d'autres devises internationales ».

## Effets

### Sur les plateformes de paiement numériques
Selon les données de la Banque mondiale, en 2017, près de 20 % des Chinois de plus de 15 ans ne détenaient pas de compte bancaire. En février 2021, 87 % de la population avait accès à des applications fintech telles que WeChat Pay et Alipay, qui représentaient ensemble plus de 90 % des paiements électroniques en Chine en 2021.
Les applications fintech chinoises ont largement dépassé les réseaux de paiement traditionnels par carte en Chine, en raison de la facilité d'utilisation des applications fintech et des frais beaucoup moins chers pour les commerçants Les transferts au sein de Wechat Pay et Alipay sont gratuits au sein de leurs écosystèmes respectifs, et ont généralement des frais de 0,1 % pour les transferts en dehors de leur écosystème, bien inférieurs aux frais de 2 à 4 % imposés par les cartes de crédit Wechat Pay et Alipay comptent chacun plus d'un milliard d'utilisateurs en Chine, et sont utilisés par plus de 90 % de la population dans les plus grandes villes chinoises comme mode de paiement préféré Le yuan numérique pourrait marginaliser ces plateformes de paiement numériques privées.

### Internationalement
Le yuan numérique pourrait fournir une alternative moins chère et plus pratique aux transactions internationales qui se situent en dehors du système financier mondial dirigé par les États-Unis[réf. souhaitée], en particulier pour les pays ayant des liens étroits avec la Chine,. Les commentateurs et les responsables américains craignent que le yuan numérique n'affaiblisse la capacité des États-Unis à surveiller et à contrôler le système financier mondial, par le biais de la « militarisation du dollar », comme les sanctions, et par son accès au renseignement au Système de paiement SWIFT.

### Réactions
Certains commentateurs ont déclaré que les États-Unis, qui commence en 2021 à travailler sur la mise en place d'une monnaie numérique soutenue par le gouvernement américain, risquent de prendre du retard sur la Chine et d'affaiblir sa domination dans le système financier mondial,. Pour Josh Lipsky, du groupe de réflexion Atlantic Council, le yuan numérique est un « problème de sécurité nationale » menaçant le dollar américain. Le e-yuan est également considéré par des commentateurs comme un outil permettant aux autorités chinoises de conserver des capacités nationales de contrôle et de surveillance,.
Certains affirment que les véritables obstacles à l'internationalisation du yuan sont les contrôles des capitaux de la Chine, qu'elle n'a pas l'intention de supprimer. Maximilian Kärnfelt, expert à l'Institut Mercator pour les études chinoises, a déclaré qu'un yuan numérique « ne bannirait pas bon nombre des problèmes qui empêchent le renminbi d'être davantage utilisé à l'échelle mondiale ». Il a poursuivi en disant : « Une grande partie du marché financier chinois n'est toujours pas ouverte aux étrangers et les droits de propriété restent fragiles. Victor Shih, un expert de la Chine et professeur à l'Université de Californie à San Diego, a déclaré que le simple fait d'introduire une monnaie numérique « ne résout pas le problème que certaines personnes détenant du renminbi à l'étranger voudront vendre ce renminbi et l'échanger contre le dollar », car le dollar est considéré comme un actif plus sûr. Eswar Prasad, professeur d'économie à l'Université Cornell, a déclaré que le renminbi numérique « n'affectera guère le statut du dollar en tant que monnaie de réserve mondiale dominante » en raison de la « dominance économique des États-Unis, des marchés de capitaux profonds et liquides, et toujours -cadre institutionnel solide »,. La part du dollar américain en tant que monnaie de réserve est supérieure à 60 %, tandis que celle du yuan est d'environ 2 %.
La secrétaire au Trésor américaine Janet Yellen et le président de la Réserve fédérale Jerome Powell ont déclaré qu'ils étudiaient les effets des monnaies numériques comme le yuan numérique et comment elles affecteront le dollar américain.
L'Union Européenne envisage également d'émettre un euro numérique. Selon l'Institut Clingendael, les monnaies numériques telles que le yuan numérique menacent la position croissante de l'euro en tant qu'alternative au dollar.